# Песаран, Мохаммад Хашем
Мохаммад Хашем Песаран (англ. Mohammad Hashem Pesaran; родился 30 марта 1946, Шираз, Фарс (остан), Иран) — иранский экономист, профессор экономики университета Южной Калифорнии, эмерит профессор Кембриджского университета.

## Биография
Песаран родился 30 марта 1946 года в Ширазе, в Иране. Он получил диплом срденей школы Немази из Шираз и уехал в Англию для продолжения учёбы на стипендию от иранского банка Маркази в ноябре 1964 года.
Песаран в 1968 году получил степень бакалавра наук с отличием по экономике в университете Салфорда. В 1972 году удостоен докторской степени по экономике в  Кембриджском университете.
Преподавательскую деятельность Песаран начал в 1971—1973 годах в должности младшего научного сотрудника кафедры прикладной экономики  Кембриджского университета и лектором в Тринити-колледже. В 1973—1974 годах был помощником вице-управляющего Центрального банка Ирана, а в 1974—1976 годах главой департамента экономических исследований Центрального банка Ирана. В 1977—1978 годах заместитель министра образования Ирана. В 1979—1988 годах преподаватель экономики в Тринити-колледже, и в 1979—1985 годах лектор экономики, а в 1985—1988 годах преподаватель  Кембриджского университета. В 1988 году стал полным профессором экономики Кембриджского университета, работал там до 2012 года, когда вышел в отставку и стал эмерит профессором.
Песаран является членом эконометрического общества с 1989 года, сотрудником Journal of Econometrics с 1990 года, членом Британской академии с 1998 года, научным сотрудником  Института экономики труда с 1999 года, научным сотрудником CESifo (Центра экономических исследований и  Института экономических исследований) с 2000 года, членом Ассоциации пространственной эконометрики с 2007 года, членом Королевского экономического общества с 2010 года. С 2005 года Песаран является заведующим кафедрой экономики имени Джона Элиота при университете Южной Калифорнии. С 2011 года является старшим сотрудником Центра экономического анализа Римини. С 2012 года является директором Центра по прикладной финансовой экономике, а с 2014 года является директором Института нового экономического мышления при университете Южной Калифорнии. Является председателем совета директоров Международной ассоциации прикладной эконометрики.
Песаран был профессором экономики и директором программы по прикладной эконометрике в  Калифорнийском университете в Лос-Анджелесе в 1989—1993 годах. В 2000—2002 годах был вице президентом Tudor Investment Corporation, а в 2004—2006 годах директором Института исследований экономической политики при университета Южной Калифорнии. В 2005—2008 годах был директором Центра международной макроэкономики и финансов (CLIMF) при Кембриджском университете, являлся также сотрудником  Кембриджской бизнес-школы в 2009—2014 годах.
Семья
Песаран женат и имеет дочь Эвалейлу Песаран, которая стала преподавателем по экономике, и сына Бижана Песарана, который стал нейрофизиологом.

## Награды
- 1964—1971 — стипендия от Центрального банка Ирана,
- 1968 — приз первой группы от университета Салфорда[англ.],
- 1989 — почётный докладчик на лекции памяти Дж. Маршака от Эконометрического общества,
- 1990 — премия Джорджа Селла от Института нефти[англ.] для проведения исследований по разведке и разработке нефти в Северном море,
- 1992 — премия Королевского экономического общества[англ.],
- 1993 — почётный доктор литературы[англ.] (honoris causa) университета Салфорда[англ.],
- 2003 — почётный приглашённый преподаватель Калифорнийского университета,
- 2005 — премия за лучшую работу в период 2002—2004 годов от журнала Econometric Reviews[англ.],
- 2007 — премия за лучшую работу в период 2004—2005 годов от журнала Econometric Reviews[англ.],
- 2008 — почётный доктор наук (honoris causa) Франкфуртского университета имени Иоганна Вольфганга Гёте,
- 2008 — награда « Multa Scripsit» от журнала Econometric Theory[англ.],
- 2013 — почётный сотрудник Высшей школы бизнеса и экономики при  университете Маастрихта,
- 2013 — почётный профессор университета Южной Калифорнии,
- 2013 — почётный доктор  университета Маастрихта,
- 2013 — Thomson Reuters Citation Laureates,
- 2013 — президент Международной иранской экономической ассоциации[англ.] в 2013—2014 годах,
- 2014 — назван Моделистом месяца сайтом EcoMod.net,
- 2014 — назван самым влиятельным научным умом мира в 2014 году по версии Томсон Рейтер,
- 2014 — премия Исаака Керстенецкого[порт.] за научные достижения от Международного научно-исследовательского центра по обследованию экономических тенденций[англ.],
- 2015 — высокоцитируемый учёных по версии Томсон Рейтер,
- 2015 — почётный автор Journal of Applied Econometrics[англ.],
- 2016 — почётный доктор наук (honoris causa) Пражского экономического университета,
- 2016 — назван самым влиятельным научным умом мира в 2015 году по версии Томсон Рейтер.